# TFF 1. Lig (1988/1989)
Sezon 1988/1989 był 31. sezonem o mistrzostwo Turcji. Drużyna Galatasaray SK nie obroniła tytułu mistrzowskiego, zdobył go natomiast zespół Fenerbahçe SK, zdobywając dziewięćdziesiąt trzy punkty w trzydziestu sześciu meczach. Po sezonie spadły zespoły Eskişehirspor, Çaykur Rizespor i Kahramanmaraşspor.

## Drużyny
Po sezonie 1987/1988 z ligi spadły zespoły Denizlispor, Kocaelispor, Gençlerbirliği SK i Zonguldak Kömürspor, z trzech grup 2. Lig awansowały natomiast drużyny Konyaspor, Adanaspor i Kahramanmaraşspor.
| Uczestnicy poprzedniej edycji                                                                                 | Uczestnicy poprzedniej edycji | Uczestnicy poprzedniej edycji | Uczestnicy poprzedniej edycji |
| --- | ----------------------------- | ----------------------------- | ----------------------------- |
| GAL | Galatasaray SK                | 1                             |                               |
| BES | Beşiktaş JK                   | 2                             |                               |
| MAN | Malatyaspor                   | 3                             |                               |
| SAM | Samsunspor                    | 4                             |                               |
| BUR | Bursaspor                     | 5                             |                               |
| TRA | Trabzonspor                   | 6                             |                               |
| KAR | Karşıyaka                     | 7                             |                               |
| FEN | Fenerbahçe SK                 | 8                             |                               |
| SAR | Sarıyer                       | 9                             |                               |
| ADE | Adana Demirspor               | 10                            |                               |
| SAK | Sakaryaspor                   | 11                            |                               |
| ALT | Altay SK                      | 12                            |                               |
| MKE | MKE Ankaragücü                | 13                            |                               |
| BOL | Boluspor                      | 14                            |                               |
| ESK | Eskişehirspor                 | 15                            |                               |
| ÇAY | Çaykur Rizespor               | 16                            |                               |
| Awans z TFF 2. Lig                                                                                            |                               |                               |                               |
| KON | Konyaspor                     |                               |                               |
| AND | Adanaspor                     |                               |                               |
| KAH | Kahramanmaraşspor             |                               |                               |
| Oznaczenia: - kolumna pierwsza – skróty nazw drużyn, - kolumna trzecia – miejsce zajęte w poprzednim sezonie. |                               |                               |                               |

## Tabela
| Lp. | Drużyna               | M  | Z  | R  | P  | Bramki | Bramki | Różn. | Pkt | Uwagi                                |
| --- | --------------------- | -- | -- | -- | -- | ------ | ------ | ----- | --- | ------------------------------------ |
| 1   | Fenerbahçe SK         | 36 | 29 | 6  | 1  | 103    | 27     | +76   | 93  | Puchar Europy • I runda              |
| 2   | Beşiktaş JK           | 36 | 25 | 8  | 3  | 81     | 21     | +60   | 83  | Puchar Zdobywców Pucharów • I runda1 |
| 3   | Galatasaray SK        | 36 | 20 | 9  | 7  | 76     | 31     | +45   | 69  | Puchar UEFA • I runda                |
| 4   | Sarıyer               | 36 | 21 | 5  | 10 | 70     | 43     | +27   | 68  |                                      |
| 5   | Trabzonspor           | 36 | 19 | 7  | 10 | 59     | 38     | +21   | 64  |                                      |
| 6   | MKE Ankaragücü        | 36 | 17 | 9  | 10 | 53     | 41     | +12   | 60  |                                      |
| 7   | Boluspor              | 36 | 15 | 7  | 14 | 48     | 43     | +5    | 52  |                                      |
| 8   | Konyaspor             | 36 | 14 | 4  | 18 | 43     | 59     | −16   | 46  |                                      |
| 9   | Bursaspor             | 36 | 12 | 8  | 16 | 42     | 53     | −11   | 44  |                                      |
| 10  | Sakaryaspor           | 36 | 12 | 8  | 16 | 43     | 57     | −14   | 44  |                                      |
| 11  | Karşıyaka             | 36 | 11 | 10 | 15 | 50     | 54     | −4    | 43  |                                      |
| 12  | Malatyaspor           | 36 | 11 | 10 | 15 | 59     | 68     | −9    | 43  |                                      |
| 13  | Adanaspor             | 36 | 11 | 9  | 16 | 53     | 56     | −3    | 42  |                                      |
| 14  | Adana Demirspor       | 36 | 12 | 6  | 18 | 51     | 73     | −22   | 42  |                                      |
| 15  | Altay SK              | 36 | 11 | 8  | 17 | 46     | 58     | −12   | 41  |                                      |
| 16  | Eskişehirspor (S)     | 36 | 11 | 8  | 17 | 38     | 57     | −19   | 41  | Spadek do TFF 2. Lig                 |
| 17  | Çaykur Rizespor (S)   | 36 | 9  | 8  | 19 | 36     | 65     | −29   | 35  | Spadek do TFF 2. Lig                 |
| 18  | Kahramanmaraşspor (S) | 36 | 4  | 11 | 21 | 22     | 71     | −49   | 23  | Spadek do TFF 2. Lig                 |
| 19  | Samsunspor2           | 36 | 4  | 7  | 25 | 12     | 70     | −58   | 19  |                                      |